# ريتشارد كريبز
ريتشارد كريبز (بالألمانية: Richard Krebs)‏ هو منافس ألعاب قوى ألماني، ولد في 30 يوليو 1906 في هامبورغ في ألمانيا، وتوفي بنفس المكان في 29 يونيو 1996.

## وصلات خارجية
- ريتشارد كريبز على موقع أوليمبيديا (الإنجليزية)